# 2-га повітряна армія (США)
2-га повітряна армія (США) (англ. Second Air Force) — повітряна армія у складі ПС США. Штаб-квартира повітряної армії розташована на військово-повітряній базі Кіслер, поблизу Білоксі у штаті Міссісіпі. Основним призначенням армії є забезпечення та проведення базової військової підготовки і технічного тренування для усіх категорій особового складу Повітряних сил (за винятком офіцерського льотного складу).

## Зміст

### Призначення
2-га повітряна армія відповідає за проведення базової військової та технічної підготовки офіцерського складу формувань забезпечення та військовослужбовців сержантського корпусу і солдатів Повітряних сил. Перший етап у циклі підготовки для всіх військовослужбовців ПС, Національної гвардії ПС та резерву ПС — це курс базової військової підготовки на авіабазі Лекланд, що разом з Форт Сем Х'юстон та авіабазою Рендольф створюють багатопрофільний навчально-тренувальний центр Об'єднаної військової бази Сан-Антоніо в штаті Техас. Щорічно понад 36 000 новобранців проходять напружений шеститижневий курс підготовки.
Після закінчення базового курсу військової підготовки технічний персонал продовжують удосконалення своєї технічної підготовки за спеціальностями своєї посади на п'яти інсталяціях: на базах повітряних сил Гудфеллоу, Лекланд і Шеппард у штаті Техас; Кіслер у Міссісіпі та Ванденберг, штат Каліфорнія. Кожна база несе відповідальність за конкретну частину формальної технічної підготовки, тобто відповідно до нагальних вимог авіації для виконання завдань Повітряними силами. Висококваліфіковані інструктори проводять технічну підготовку за такими спеціальностями, як обслуговування літаків, цивільне інженерна справа, медичне обслуговування, комп'ютерні системи, організація безпеки, управління повітряним рухом, управління персоналом, розвідка, протипожежна підготовка, забезпечення космічних та ракетних операції.
Офіцери, фахівці з технічних дисциплін у військові авіації та супутніх напрямків, також відвідують відповідні курси технічної підготовки за аналогічними напрямами кар'єри в тих же місцях.
Базові структури 2-ї повітряної армії також проводять спеціалізовану підготовку для бойових собак та кінологів на авіабазі Лекланд на потребу Міністерства оборони та Федеральної авіаційної адміністрації. Крім того, в Міжамериканській академії Повітряних сил у Лекланді проводиться понад 160 курсів авіаційних спеціальностей, що викладаються іспанською мовою, для студентів з 19 країн Західного півкулі.

## Підпорядкованість
- Головний штаб Повітряного корпусу армії (General Headquarters Air Force) — з 18 грудня 1940 року
- Східне командування оборони — з 11 грудня 1941 року
- Бойове командування Повітряних сил (пізніше Повітряні сили армії США) — з 5 січня 1942 року
- Континентальні повітряні сили — з 13 грудня 1944 року
- Стратегічне командування Повітряних сил — з 21 березня до 30 березня 1946 року
- Командування повітряної оборони — з 6 червня 1946 до 1 липня 1948 року
- Стратегічне командування Повітряних сил — 1 листопада 1948 до 1 січня 1975 та з 1 вересня 1991 до липня 1993 року
- Бойове командування Повітряних сил — 1 червня 1992 до 1 липня 1993 року
- Командування освіти та тренувань Повітряних сил США — з 1 липня 1993 року по т.ч.